# Diclidia spinea
Diclidia spinea es una especie de coleóptero de la familia Scraptiidae.

## Distribución geográfica
Habita en Arizona (Estados Unidos).